# 神戸市立南五葉小学校
神戸市立南五葉小学校（こうべしりつ みなみごようしょうがっこう）は、兵庫県神戸市北区南五葉に所在する公立小学校。

## 概要
兵庫区北部の鈴蘭台地区には1874年（明治7年）開校の神戸市立小部小学校が既に設置されていたが、周辺の開発による人口増加に伴い、同校から旧『（兵庫区山田町小部字）五葉松（ごようまつ）』地区南部の児童を収容する事を目的として、1970年（昭和45年）4月1日に当校の兄弟校である神戸市立北五葉小学校と同時に開校。

## 沿革
- 1970年（昭和45年）4月1日 - 神戸市立小部小学校から分離して開校（上述）。
- 1971年（昭和46年）4月 - 校歌制定[5]。
- 1974年（昭和49年）4月1日 - 神戸市立君影小学校開校に伴い、校区の一部を同校に分離[6]。
- 1975年（昭和50年）4月1日 - 神戸市立星和台小学校開校に伴う校区の分離。
- 1978年（昭和49年）4月1日 - 神戸市立鈴蘭台小学校開校に伴い、校区の一部を同校に分離[7]。

## 通学区域と進学先中学校
神戸市北区
- 神戸市立鈴蘭台中学校
  - 南五葉1 - 2丁目
- 神戸市立星和台中学校
  - 南五葉3 - 6丁目、鈴蘭台南町8丁目・9丁目（9番）、君影町6丁目、山田町小部（柿ノ木谷地区）

## 交通
- 神戸電鉄粟生線 西鈴蘭台駅より
- 神鉄バス「コープ西鈴店」より

## 通学区域が隣接している学校
- 神戸市立君影小学校
- 神戸市立星和台小学校
- 神戸市立北五葉小学校
- 神戸市立鈴蘭台小学校
- 神戸市立小部小学校
- 神戸市立谷上小学校 [9]